# Britta Johansson
Britta Johanna Helena Johansson (nacida como Britta Johanna Helena Norgren, Bälinge, 30 de marzo de 1983) es una deportista sueca que compitió en esquí de fondo.
Ganó dos medallas en el Campeonato Mundial de Esquí Nórdico, plata en 2011 y bronce en 2009. Participó en tres Juegos Olímpicos de Invierno, en los años 2006 y 2014, ocupando el cuarto lugar en Turín 2006, en la prueba de relevo.

## Palmarés internacional
| Campeonato Mundial | Campeonato Mundial        | Campeonato Mundial | Campeonato Mundial |
| Año                | Lugar                     | Medalla            | Prueba             |
| ------------------ | ------------------------- | ------------------ | ------------------ |
| 2009               | Liberec (República Checa) | Medalla de bronce  | Relevo 4 × 5 km    |
| 2011               | Oslo (Noruega)            | Medalla de plata   | Relevo 4 × 5 km    |